# Артемидин храм
Артемидин храм у Ефесу (грч. Artemision) је био грчки храм посвећен богињи Артемиди, подигнут око 550. п. н. е. Данас се од храма могу видети само остаци темеља и место на којем се овај храм некада налазио, недалеко од турског града Селчука и на око 50 km од града Измира. Иако темељ храма потиче још из 7. века п. н. е, грађевина је конструисана и подигнута 550. године п. н. е. Новац за изградњу велелепног мермерног храма издвојио је лидијски краљ Крез, а храм је осмислио и пројектовао грчки архитекта Херосифрон. Храм је био украшен бронзаним статуама које су извајали најумешнији уметници тог доба: Фидија, Поликлеит, Кресилас и Фрадмон.
Храм је служио као религијско здање, али и као пијаца. Храм су годинама посећивали трговци, ходочасници, уметници и краљеви који су одавали почаст богињи завештајући део својих прихода храму. Недавним археолошким ископавањима на овој локацији откривени су дарови које су ходочасници, који су долазили чак из Персије и Индије, посветили Артемиди – наушнице, наруквице и огрлице од злата, статуе Артемиде извајане од злата и слоноваче и други артефакти изузетне вредности и лепоте.
У ноћи 21. јула 356. године п. н. е, човек по имену Херостратус је, у намери да се прослави и да његово име овековечи историја, запалио храм који је сагорео до темеља. Те исте ноћи рођен је и Александар Велики. Познати историчар тог доба Плутарх запазио је необичну случајност и забележио да „у тој ноћи богиња није обитавала у свом храму, јер је присуствовала рођењу будућег великог војсковође, те није могла да спаси свој храм од уништења." Током наредне две деценије храм је обновљен, у чему је значајно помогао сам Александар Македонски који је у то доба већ био освојио и покорио целу Малу Азију.
Када је апостол Павле у 1. веку н.е. посетио Ефес у намери да проповеда хришћанство, суочио се са снажним култом богиње Артемиде распрострањеним у народу који није желео да га се одрекне. Када су Готи 262. године н. е. поново разрушили храм, Ефежани су се заветовали да ће га поново обновити. Ипак, до 4. века н. е. већина Ефежана је прихватило хришћанство и храм је изгубио свој религијски значај. Последње поглавље историје везано за овај храм одиграло се 401. године н. е. када га је срушио Свети Јован Хризостом. Касније је Ефес напуштен, а археолошка ископавања ове локације започела су тек крајем 19. века. Ископавањима су откривени темељи храма и пут који је водио до ове локације која је данас полумочварни предео, с обзиром да је некада на том месту било море и значајна лука Мале Азије.

## Локација и историја
Артемидин храм (Артемисион) налазио се у близини древног града Ефеса, око 75 km (47 mi) јужно од модерног лучког града Измира, у Турској. Данас се локација налази на ивици модерног града Селчука.
Свето место (temenos) у Ефесу било је далеко старије од саме Артемисије. Паусанија је био сигуран да је оно много година претходило јонској имиграцији, будући да је старије чак и од Аполоновог пророчишта у Дидими. Он је рекао је да су предјонски становници града били Лелеги и Лидијци. Калимах је у својој Химни Артемиди приписао најранији теменос у Ефесу Амазонкама, легендарним женама ратницама чију је верску праксу он већ замишљао усредсређено на слику (бретас) Артемиде, њихове богиње матроне. Паусанија је веровао да је храм потицао из ере пре Амазонки.
Паусанијина процена антике налазишта изгледа добро утемељена. Пре Првог светског рата, ископавања Дејвида Џорџа Хогарта су идентификовала три узастопне храмске зграде. Поновна ископавања 1987–88. и поновна процена Хогартовог извештаја потврдила су да је ово место било заузето још у бронзаном добу, са низом налаза керамике који се протежу до средњег геометријског времена, када је периптерални храм са подом од тврдо набијене глине изграђен је у другој половини 8. века пре нове ере. Периптерални храм у Ефесу нуди најранији пример периптералног типа на обали Мале Азије, а можда и најранији грчки храм окружен колонадама било где.
У 7. веку пре нове ере, поплава је уништила храм, наносећи преко пола метра песка и муља на првобитни глинени под. Међу остацима поплаве били су остаци изрезбарене плоче грифона од слоноваче и Дрвета живота, очигледно северносиријске, и неке избушене капљице ћилибара у облику сузе елиптичног пресека. Оне су вероватно некада носиле дрвену слику (коанон) Госпе од Ефеса, која је морала бити уништена или опорављена од поплаве. Бамер напомиње да иако је локација била склона поплавама и подигнута наслагама муља око два метра између 8. и 6. века, и још 2,4 м између шестог и четвртог века, њена континуирана употреба „указује да је очување идентитета стварне локације играло важну улогу у светој организацији“.

## Друга фаза
Нови храм је барем делимично спонзирао Крез, који је основао Лидијско царство и био је господар Ефеса. Пројектовали су га и изградили око 550. године пре нове ере критски архитекта Херсифрон и његов син Метагенес. Био је дугачак 115 m (377 ft) и широк 46 m (151 ft), наводно први грчки храм изграђен од мермера. Његови периптерални стубови били су високи око 13 m (43 ft), у двоструким редовима који су чинили широки церемонијални пролаз око целе у којој је била смештена култна слика богиње. Тридесет шест од ових стубова било је, према Плинију, украшено резбаријама у рељефу. Нову култну статуу од ебановине или поцрњелог дрвета винове лозе израдио је Ендојос, а наискос за њен смештај подигнут је источно од олтара на отвореном.

### Депозит фондације
Богат темељни депозит из овог доба, такође назван „депозит Артемизије“, дао је више од хиљаду предмета, укључујући и оно што су можда најраније кованице направљене од електрума, легуре сребра и злата. Депозит садржи неке од најранијих исписаних новчића, оне од Фанеса, датираних у 625–600. п. н. е. из Ефеса, са легендом ΦΑΕΝΟΣ ΕΜΙ ΣΗΜΑ („Ја сам беџ Фанеса“), или само носи име ΦΑΝΕΟΣ („од Фанеса“).
Фрагменти барељефа на најнижим бубњевима стубова храма, сачувани у Британском музеју, показују да су обогаћени стубови каснијег храма, од којих је неколико преживело (илустрација испод) били верзије овог ранијег обележја. Плиније Старији, наизглед несвестан древног континуитета светог места, тврди да су архитекте новог храма изабрали да га саграде на мочварном тлу као мера предострожности од земљотреса, са нижим темељним слојевима од руна и туцаног дрвеног угља.
Храм је постао важна атракција, посећивали су га трговци, краљеви и излетници, од којих су многи одавали почаст Артемиди у виду накита и разних добара. Такође је нуђено уточиште онима који беже од прогона или казне, што је традиција повезана у миту са Амазонкама које су два пута бежале тамо тражећи заштиту богиње од казне, прво од Диониса, а касније од Херакла. Диоген Леартије тврди да је мизантропски филозоф Хераклит, који је потпуно није одобравао грађански живот у Ефесу, играо пиљке са дечацима у храму, а касније је тамо одложио своје списе.

### Уништавање
Године 356. п. н. е. храм је изгорео. Разни извори описују ово као сујетни чин паљевине од стране човека, Херострата, који је запалио дрвене кровне греде, тражећи славу по сваку цену; дакле термин херостратска слава. Због овог беса, Ефежани су осудили починиоца на смрт и забранили било коме да помиње његово име; али је Теопомп то касније то забележио. Аристотелова Метеорологија описује пожар у храму, али не и његов узрок. У грчкој и римској историјској традицији, уништење храма се поклопило са рођењем Александра Великог (око 20/21. јула 356. п. н. е.). Плутарх примећује да је Артемида била превише заокупљена Александровим испоруком да би спасила свој запаљени храм; он не наводи узрок пожара.
Херостратов удео у рушењу храма доведен је у питање у модерним наукама. Стефан Карвејс примећује да би сваком пироману био потребан приступ дрвеном кровном оквиру;‍:57 Дитер Книб пише о „читавом корпусу“ проверених храмских чувара и настојника.‍:88–89 Пожар би чак могао да буде намерно и тајно изазван од стране администратора храма, свесних да темељ храма тоне, али су били спречени да га поставе на друго место верским ограничењима; Бамер је приметио очување првобитне сакралне локације током узастопних обнова, упркос сталним проблемима са поплавама и темељима. Карвиз доводи у питање мотив Херострата пошто је он своју намеру открио само под мучењем, што не одговара човеку који тражи славу, de ее сматра Херострата „корисним идиотом у служби свештенства“.